# トマス・スティール (政治家)
トマス・スティール（Thomas Steele PC、1753年11月17日 - 1823年12月8日）は、18世紀末から19世紀はじめにかけて活動したイギリスの政治家。
ウェストミンスター・スクールとケンブリッジ大学に学び、1780年にチチェスター選挙区から選出されて庶民院議員となり、1823年までその座にあった。
この間、1783年から1791年にかけて大蔵政務官、1791年から1804年にかけて陸軍支払長官、1797年から1823年にかけて王室債権徴収官を歴任した。
スティールは小ピットの友人であった。
オーストラリアのシドニー湾（ポート・ジャクソン湾）にあるスティール岬 (Steel(e) Point) の名は、彼の名にちなんで命名されたものである。